# Thomas Patch
Thomas Patch (getauft 31. März 1725 in Exeter; † 30. April 1789 in Florenz) war ein britischer Maler, Karikaturist und Kupferstecher, der überwiegend in Italien lebte.

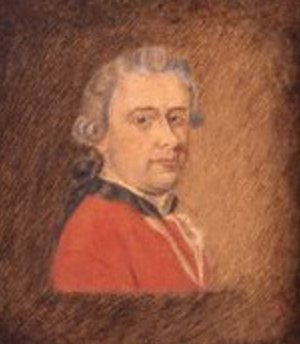
Thomas Patch, Selbstporträt 1748, National Portrait Gallery

## Leben
Patch war der Sohn eines Chirurgen und sollte ebenfalls Arzt werden, wie zwei seiner Brüder, die ebenfalls Chirurgen wurden. Schon bei seiner Lehre bei einem Apotheker zeichnete er aber lieber Karikaturen der Stadtbewohner von Exeter. Noch vor Ende seines Medizinstudiums ging er auf die Grand Tour und kam 1747 nach Rom. Er lernte dort Joshua Reynolds kennen, mit dem er sich befreundete, und wandte sich der Malerei zu, zunächst im Studio des französischen Malers Claude Joseph Vernet. Er malte Pastichen seiner Werke und eigene Landschaftsbilder etwa von Tivoli (Latium). Einer seiner Förderer in Rom (und allgemein ein Förderer von Künstlern) war der irische Lord Charlemont (1728–1799), der seit 1748 in Rom war, die Academy of English Professors of the Liberal Arts gegründet hatte und Patch als deren Mitglied Aufträge für Bilder gab. Patch war in Rom für seine Streitlust und seine offenen Worte bekannt und wurde von Zeitgenossen als exzentrisch beschrieben. Er geriet schon 1751 mit der Inquisition in Rom in Konflikt und musste im selben Jahr Tivoli auf Weisung des Bischofs verlassen. 1755 musste er auf Anweisung der Inquisition Rom verlassen, wobei der genau Grund nicht bekannt ist. Patch ging nach Florenz, wo er ein enger Freund des britischen Gesandten Horace Mann war. Er porträtierte und karikierte durchreisende Engländer auf Grand Tour und war außerdem Kunsthändler. Seine Bilder waren bei durchreisenden Engländern sehr beliebt. Er ist in einem bekannten Porträt der englischen Kunstliebhaber in Florenz in Italien von Johann Zoffany abgebildet (Die Tribuna der Uffizien).
1763 malte er drei Ansichten von Florenz, die (möglicherweise direkt durch Georg III. erworben) in die britische Royal Collection kamen. Er malte auch David Garrick auf dessen Italienbesuch und im Oktober 1767 den Ausbruch des Vesuvs.

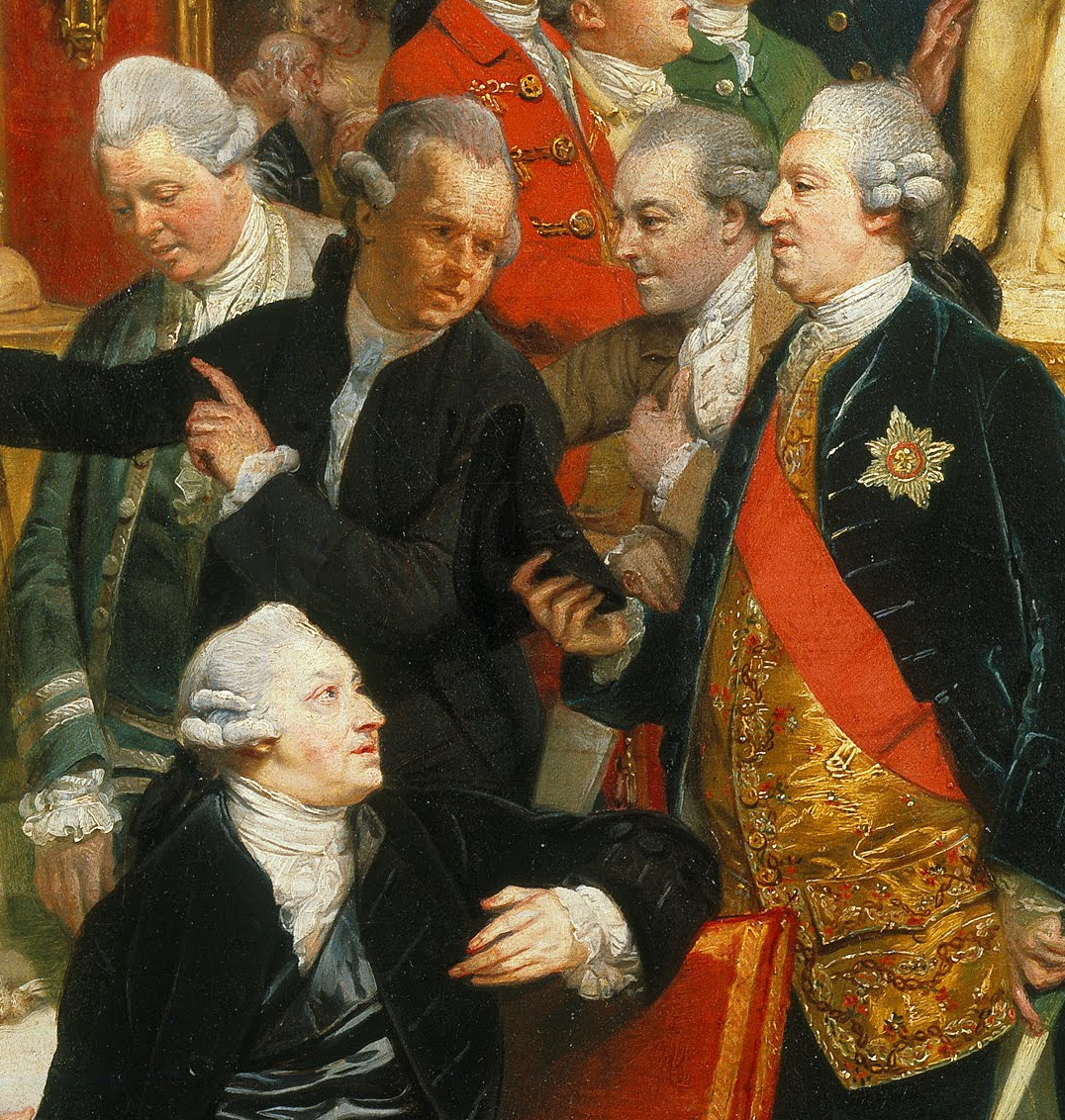
Johann Zoffany Die Tribuna der Uffizien, Detail, von links Mr. Gordon, Patch, Sir John Taylor, Horace Mann, sitzend im Vordergrund Felton Hervey, gemalt 1772 bis 1777, Royal Collection

1772 veröffentlichte er ein Buch über den toskanischen Renaissance-Maler Fra Bartolomeo (1472–1517).

## Galerie

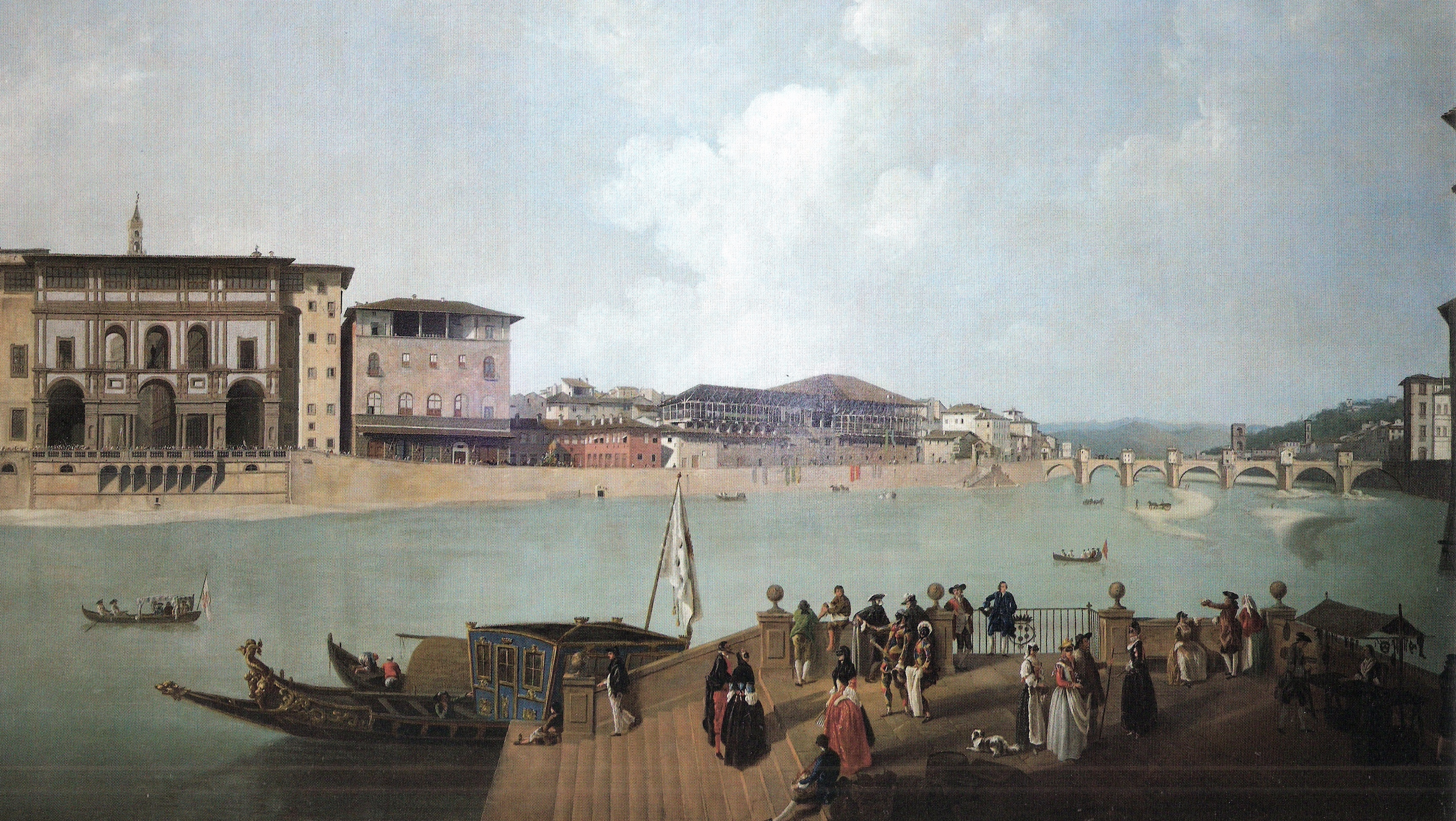
Patch Blick auf Florenz vom Arno aus, 2. Hälfte 18. Jahrhundert
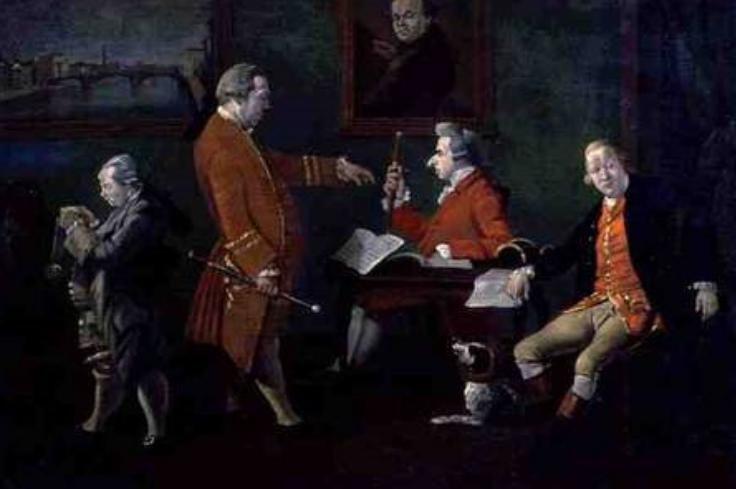
Patch Lord William Cavendish, William FitzHerbert und ihr Tutor Mr. Short, um 1780